# Renaissance Settat
Renaissance Settat (arab. نادي النهضة السطاتية) – marokański klub piłkarski, mający siedzibę w mieście Settat.

## Historia
Klub został założony w 1946 roku. W 1971 roku osiągnął pierwszy sukces - wywalczył mistrzostwo Maroka. W 1969 roku zdobył pierwszy Puchar Maroka.

## Sukcesy
- Mistrzostwo Maroka (1 raz):

mistrzostwo: 1971
- Puchar Maroka (1 raz):

zwycięstwo: 1969
finalista: 1967, 1970, 2000
- Puchar CAF:

ćwierćfinalista: 1998
- Puchar Zdobywców Pucharów Maghrebu (1 raz):

zwycięstwo: 1969